# بالاکلاوا (کالیفرنیا)
بالاکلاوا (ب انگلیسی: Balaklava) یک شهرک قدیمی در شهر نوادا، کالیفرنیا است.

## خصوصیات
بالاکلاوا یک شهر ارواح و بی سکنه است؛ که در ۴ مایل (۶٫۴ کیلومتر) شمال شرقی  کوه کوکر.